# Svenska mästerskapen i längdskidåkning 1914
Svenska mästerskapen i längdskidåkning 1914 arrangerades i Östersund.

## Medaljörer, resultat

### Herrar
| Gren             | Guld           | Guld          | Silver            | Silver        | Brons            | Brons         |
| 30 km            | Anders Persson | Bollnäs GIF   | Lambert Hörnqvist | Umeå          | Valdemar Edvall  | Östersund     |
| 60 km            | Arvid Dahlberg | IFK Umeå      | Gustaf Wahlgren   | Djursholms IF | Hjalmar Fransson | I 20          |
| Lagtävling 30 km | Ingen tävling  | Ingen tävling | Ingen tävling     | Ingen tävling | Ingen tävling    | Ingen tävling |
| Lagtävling 60 km | Ingen tävling  | Ingen tävling | Ingen tävling     | Ingen tävling | Ingen tävling    | Ingen tävling |

### Webbkällor
- Svenska Skidförbundet